# Cabezarados (kommunhuvudort)
Cabezarados är en kommunhuvudort i Spanien.   Den ligger i provinsen Provincia de Ciudad Real och regionen Kastilien-La Mancha, i den centrala delen av landet, 180 km söder om huvudstaden Madrid. Cabezarados ligger 685 meter över havet och antalet invånare är 372.
Terrängen runt Cabezarados är platt. Runt Cabezarados är det mycket glesbefolkat, med 5 invånare per kvadratkilometer. Närmaste större samhälle är Almodóvar del Campo, 18,2 km sydost om Cabezarados. Trakten runt Cabezarados består till största delen av jordbruksmark.